# Harrington (Northamptonshire)
Pour les articles homonymes, voir Harrington.
Harrington est une paroisse civile et un village du Northamptonshire, en Angleterre.